# Siro (Cercino)
Siro (Sìr in dialetto cercinese) è una frazione del comune di Cercino, in Lombardia.

## Geografia fisica

### Geologia ed idrografia
Siro da il nome alla valle di Siro che si apre proprio nei pressi del territorio della frazione e che è popolarmente detta anche Valènascia.
Il territorio della frazione di Siro è attraversato dall'omonimo torrente che, assieme al Torrente Valle Cespedello, costituisce le principali fonti d'acqua del comune di Cercino.

## Storia
Dal XVIII secolo, da censimento di epoca napoleonica, del 1807, nella frazione di Siro risiedevano 230 abitanti.

## Monumenti e luoghi d'interesse

### Architetture religiose

#### Chiesa della Madonna della Neve
La chiesa della Madonna della Neve, eretta nel 1777 per meglio sopperire alle esigenze spirituali della popolazione di Cino, è profondamente legata al miracolo della Madonna della Neve, che la tradizione popolare fa ricadere il giorno 5 agosto.
Pur come chiesa sussidiaria, essa presenta caratteri di peculiarità ed eleganza unici per la zona: la facciata, decorata da due coppie di lesene e da un timpano, presenta un finestrone centrale contornato da decorazioni a stucco oltre a un portale con modanature in pietra che riporta l'iscrizione sulla fondazione della chiesa. A fianco della porta d'ingresso si trovano due finestrelle preconciliari, anch'esse decorate in pietra. All'interno si trova una statua dello scultore Nardini di Milano, raffigurante appunto la Madonna della Neve.
Al miracolo di tradizione romana, la piccola chiesa di Siro affianca una propria curiosa caratteristica: presso l'edificio religioso si trovano ancora oggi due castagni centenari, di cui le foglie di una delle piante non hanno il classico colorito verde, ma sono perlopiù bianche per un raro caso di albinismo vegetale, quasi a ricordare il legame con la Madonna della Neve a cui la cappelletta è dedicata.